# Черноморченко, Дмитрий Игоревич
Дмитрий (Хамза) Игоревич Черноморченко (род. 28 июня 1978 года, Черкесск, Карачаево-Черкесская автономная область, СССР) — российский общественный деятель, правозащитник, журналист, с 2003 по 2011 гг председатель религиозной организации «Нур-Ислама», официальный представитель Муфтия Азиатской части России Нафигуллы Аширова в Ямало-Ненецком автономном округе, с 2010 года создатель и главный редактор политического информационно-новостного портала «ГолосИслама.RU». Политический диссидент, с 2013 года ведёт свою деятельность из Турции.

## Биография
Родился 28 июня 1978 года в городе Черкесске в русской семье.
В раннем детстве вместе с семьёй переехал в Новый Уренгой, где в 1995 году окончил среднюю школу и после, в 2003 году Московский открытый социальный университет по специализации юриспруденция. Молодые годы прошли в атмосфере «лихих девяностых», что наложило отпечаток на дальнейшую жизнь.
В 2002 году принимает ислам и берёт себе второе имя Хамза. Начинает заниматься общественной деятельностью, являлся организатором общественно значимых проектов в городе Новый Уренгой.
В 2003—2011 гг. являлся председателем религиозной организации «Нур-Ислам» (Новый Уренгой), был официальным представителем Муфтия Азиатской части России Нафигуллы Аширова в Ямало-Ненецком автономном округе.
В 2008—2011 гг. участвует в ряде строительных проектов, является совладельцем строительной компании.
С 2009 года в процессе начавшегося конфликта с Администрацией города Новый Уренгой, инициированного властями, формально из-за «незаконно реконструированного» здания городской мечети, неоднократно подвергался уголовному и административному преследованию. Конфликт закончился сносом мечети в 2015 году.
В 2010 году киллерами Курганской ОПГ был убит имам города Новый Уренгой Исомитдин Акбаров, близкий друг Черноморченко. По мнению Черноморченко, заказчиками убийства выступило УФСБ, а следовательно и освещение в прессе этого убийства было весьма специфическим. Эти события послужили основанием для начала активной журналистской деятельности.
2010—2011 гг выиграл несколько судов (вплоть до Верховного суда РФ) по обвинению Генеральной Прокуратурой России организации «Нур Ислама» в экстремистской деятельности. Случай является беспрецедентным, так как салафитские организации входящие в состав ДУМ АЧР, закрывались Прокуратурой через суд по всей России.
В 2011 году Черноморченко возглавил региональное отделение «Исламского культурного центра России» в Ямало-Ненецком автономном округе.
С 2010 года является создателем и главным редактором ресурса для русскоговорящих мусульман — «Голос Ислама». Запускает IT-стартап по продвижению в поисковых системах и социальных сетях.
В октябре 2011 года в связи с усилившимся давлением силовиков был вынужден покинуть Новый Уренгой.
В 2013 году из-за преследования спецслужбами был вынужден покинуть Российскую Федерацию, переехал в Турцию, где продолжил работу над ресурсом «Голос Ислама».
В феврале 2016 года «Голос Ислама» был заблокирован на территории России, лишь спустя 6 месяцев на одном из заседаний суда, представителю Черноморченко удалось добиться технической разблокировки сайта. При этом юристам «Центра защиты прав СМИ» не удается признать обвиненя в адрес проекта необоснованными, после чего Черноморченко принимает решения судиться через ЕСПЧ Попытки Генеральной Прокуратуры заблокировать работу издания продолжаются постоянно.
В 2017 году пытался получить гражданство Украины, на которое имеет право по месту рождения матери, но был задержан на пограничном посту в Аэропорту Одессы, куда он прибыл с младшим братом Алексеем. После трёх дней периодических допросов сотрудниками СБУ Украины и несмотря на поддержку митингом у стен Погранслужбы Одессы со стороны общественных активистов так и не был впущен в страну. По мнению Черноморченко на их решение повлияла информация из УФСБ РФ.
В 2018 году запустил экспериментальный проект под названием «ИсламистЪ», по всем видеоматериалам которого в 2018—2019 гг проводилось расследование в рамках возбужденного уголовного дела по статье 282 УК РФ, так и не дошедшее до суда, так как независимые эксперты не нашли состава преступления, в отличие от экспертов УФСБ, на основании анализа которых и было возбуждено само уголовное дело.
Автор статей по преследованию религиозных групп и исламских течений в России. Российские и зарубежные СМИ обращаются к Черноморченко за экспертным мнением по актуальным вопросам, связанным с политическими событиями вокруг мусульман в России и Турции.

## Взгляды
Является последовательным критиком политики российской власти в России и мире, выступает против действующей сегодня в РФ системы «Духовных управлений мусульман». Отстаивает предоставление возможности создания политических партий по религиозному признаку. Ревностно критикует преследования большинства запрещённых в РФ исламских религиозных групп, таких как Нурсисты (читатели книг Саида Нурси), Джамаат Таблиг, Братья мусульмане, Хизб ут-Тахрир и т. д. за что неоднократно подвергался критике как со стороны единоверцев, обвиняющих его в принадлежности к идеологии «братьев мусульман», так и со стороны про Кремлёвских СМИ, аналитиков и правоохранительных органов.

## Оценки
Алексей Малашенко — председатель программы «Религия, общество и безопасность» в Московском Центре Карнеги, в своих научных работах, касательных ислама в России, регулярно цитирует информацию с сайта «Голос Ислама», а в научном труде под названием «Война в Сирии глазами российских мусульман», ссылаясь на сайт Голос Ислама как на главный источник оппозиционного мнения мусульман в РФ называет сайт «авторитетным». В частности он пишет: "Согласна ли с муфтиями российская умма? На авторитетном сайте «Голос ислама» утверждается, что российские муфтии говорят «не от имени всех мусульман, а от имени тех, кто находится у них в духовном подчинении, и, как правило, это очень узкий круг имамов и общественных деятелей…».
Хамза Черноморченко принял участие в Международной научной конференции «Имидж ислама в России», которая проходила в Швеции, где участников он познакомил со своим докладом под названием «Свобода слова и исламские СМИ в России».
Журнал «Афиша» выделил издание «Голос Ислама», поместив его в тройку самых популярных ресурсов для мусульман России.
Роман Силантьев — заместитель председателя экспертного совета по проведению государственной религиоведческой экспертизы при Министерстве юстиции РФ, доцент МГЛУ в одной из своих статей сказал: «община братьев Черноморченко прославилась в общероссийском масштабе созданием двух, на наш взгляд, ваххабитских порталов и особо мощной миссионерской деятельностью».
Под его же авторством издана книга «100 самых известных русских мусульман», в которой Черноморченко посвящено отдельная глава.

## Критика
Раис Сулейманов, эксперт Института национальной стратегии, религиовед в одной из своих статей утверждал: «Мечеть „Нур Ислам“ вызывала неоднократно много вопросов со стороны властей, причем не только из-за того, что посещавшие эту мечеть впоследствии становились исламскими радикалами и после эмиграции продолжали вести антироссийскую пропаганду (речь идет о главном редакторе портала „Голос ислама“ Дмитрии Черноморченко, возглавлявшем общину Нового Уренгоя в 2005—2011 года до переселения в Турцию)».
Заместитель председателя Экспертного совета по религиоведческой экспертизе при Министерстве юстиции РФ Роман Силантьев, считает что возглавляемый Черноморченко сайт является «ваххабитским». В частности он утверждает: «…Конечно, они и пытаются влиять (имеется ввиду на общественно-политические события в России), создают ваххабитские русскоязычные сайты вроде „Голоса ислама“ под редакторством старшего из братьев Черноморченко», так же он поднимает в этой статье вопрос о лишения обоих братьев Черноморченко гражданства России.
Нередко прокремлёвские СМИ называют Черноморченко голосом радикальных мусульман. К примеру одна из статей на EADaily называется «Интернет-рупор джихадистов заступился за опального игумена из Татарстана».

## Личная жизнь
Женат, имеет четверых детей.

## Интервью
- «Из России в Турцию не иммигрируют, а эвакуируются»
- Хамза Дмитрий Черноморченко интервью Кавказскому Узлу
- Российские мусульмане в Турции: против Москвы, но не в ИГИЛ
- Дмитрий Черноморченко: мы отстаиваем конституционные права мусульман в России…
- Дмитрий Хамза Черноморченко — о том, почему русские мусульмане поддерживают Эрдогана
- Хамзат Черноморченко: причина разногласий между мусульманами в невежестве
- Хәмзә Черноморченко: «Русиядә бәйсез ислам медиасы калмады»